# برنارد إيفانز وارد
برنارد إيفانز وارد (بالإنجليزية: Bernard Evans Ward)‏ هو رسام أمريكي، ولد في 1857 في لندن في المملكة المتحدة، وتوفي في 3 أغسطس 1933 في أوهايو في الولايات المتحدة.